# Jaime Silva
Jaime Silva Gómez (ur. 10 października 1935, zm. 23 kwietnia 2003) – piłkarz kolumbijski grający podczas kariery na pozycji pomocnika.

## Kariera klubowa
Karierę piłkarską Jaime Silva rozpoczął w stołecznym Independiente Santa Fe w 1954. Z Santa Fe dwukrotnie zdobył mistrzostwo Kolumbii w 1958 i 1960. W 1965 roku krótko grał w Quindío Armenia, skąd odszedł w 1966 do Uniónu Magdalena Santa Marta. Z Uniónem Magdalena zdobył mistrzostwo w 1968., by w następnym roku zakończyć piłkarską karierę w Deportes Tolima. Ogółem w latach 1954-1970 rozegrał w lidze kolumbijskiej 344 spotkań, w których zdobył 16 bramek.

## Kariera reprezentacyjna
W reprezentacji Kolumbii Silva zadebiutował 13 marca 1957 w przegranym 2-8 spotkaniu w Copa América z Argentyną. Na turnieju w Peru Silva wystąpił w pięciu meczach z Argentyną, Chile, Brazylią, Peru i Ekwadorem.
W tym samym roku został powołany przez selekcjonera Adolfo Pedernerę do kadry na Mistrzostwa Świata w Chile. Na Mundialu Silva wystąpił tylko w pierwszym meczu z Urugwajem.
W 1963 po raz drugi uczestniczył w Copa América. Na turnieju w Boliwii wystąpił w meczach z Argentyną i Brazylią. Ostatni raz w reprezentacji wystąpił 1 września 1963 w przegranym 3-4 towarzyskim meczu z Kostaryką.
Od 1957 do 1963 roku rozegrał w kadrze narodowej 10 spotkań, w których zdobył bramkę.